# María Guillermina Yáñez Téllez
María Guillermina Yáñez Téllez (Maravatío, Michoacán) es una investigadora y científica mexicana. Es reconocida por desarrollar la prueba Batería Neuropsicológica para los Trastornos del Aprendizaje (BANETA), un instrumento de diagnóstico para detectar trastornos del aprendizaje.

## Trayectoria
Migró a la Ciudad de México a los ocho años. Estudió la licenciatura en Psicología en la Universidad Nacional Autónoma de México, en la generación 1982-1987. Realizó su servicio social en la Unidad de Investigación Neuropsicológica del Instituto Nacional de Neurología y Neurocirugía a cargo de Julieta Heres Pulido, creadora de la maestría en neuropsicología. Estudió la maestría en neuropsicología en la Facultad de Estudios Superiores Iztacala de la UNAM y el doctorado en Psicología por la Facultad de Psicología de la UNAM.
Trabajó en el Laboratorio de Neurometría del Departamento de Neurociencias, de la Facultad de Estudios Superiores Iztacala de la UNAM desarrollando estudios de la electrofisiología cerebral asociada a trastornos del aprendizaje. Colaboró en el programa de maestría y doctorado en Psicología de la UNAM, en el que además fue responsable de la residencia en Neuropsicología Clínica en Iztacala. Sus líneas de investigación son los trastornos de aprendizaje y TDAH desde las perspectivas neuropsicológicas y electrofisiológicas; así como el desarrollo de instrumentos para la evaluación neuropsicológica.
Yáñez creó la prueba BANETA, una prueba de evaluación de las funciones cognoscitivas que pueden ser deficientes en niños con problemas de aprendizaje. La BANETA se utiliza en otros países latinoamericanos como Guatemala, Puerto Rico, España, Colombia, Perú y Ecuador, debido a sus semejanzas sociodemográficas con México.

## Premios y reconocimientos
- Sistema Nacional de Investigadores desde 1998, Investigadora Nacional nivel II.
- Distinción Universidad Nacional para Jóvenes Académicos 2001
- Reconocimiento Sor Juana Inés de la Cruz 2008[6]

## Publicaciones
Yáñez es autora y coautora de diversos artículos nacionales e internacionales en revistas con arbitraje y de diversos capítulos en libros especializados, entre los que destacan:
1. Mondragón-Maya, A., Solís-Vivanco, R., León-Ortiz, P., Rodríguez-Agudelo, Y., Yáñez-Téllez, G., Bernal-Hernández, J., Cadenhead, K., de la Fuente-Sandoval, C. (2013). Reduced P3a amplitudes in antipsychotic naïve first-episode psychosis patients and individuals at clinical high risk for psychosis. Journal of Psychiatric Research, 47: 755-761.
2. Cerezo Huerta, K., Yáñez Téllez , G., Aguilar Salinas, C. A., Mancilla Díaz, M. (2013). Funcionamiento cognoscitivo en la diabetes tipo 2: una revisión. Salud Mental; 36: 167-175.
3. Galván Hernández, A., Yáñez-Téllez, G. (2013). Evaluación de la cognición social en adultos mayores: Presentación de la Batería COGSOC-AM Revista Argentina de Clínica Psicológica,XXII: 269-278.
4. Velázquez- Cardoso, J., Marosi-Holczberger, E., Rodríguez Agudelo, Y., Yáñez-Téllez, G., Chávez-Oliveros, M. Estrategias de evocación en la prueba de fluidez verbal en pacientes con esclerosis múltiple. Neurología. 2013.
5. Yáñez, T. G., Prieto, C. B. (2013). Batería Neuropsicológica para la Evaluación de los Trastornos del Aprendizaje. México: Ed. El Manual Moderno.
6. Seubert Ravelo AN, Yáñez Téllez MG (2015). El cuadro neurocognitivo y neuropsiquiátrico de la enfermedad de Parkinson. Revista Mexicana de Neurociencia. Vol.17, Pag.65-75
7. Chávez Arana, CL, Yáñez Téllez MG, Catroppa, C. Rojas S, Escartín, E, Hearps, SJC, García, A. (2016). Adolescents with vascular frontal lesion: A neuropsychological follow up case study. Neurocirugía; 27(3):136–143
8. Seubert-Ravelo, AN, Yáñez-Téllez MG, Salgado-Ceballos, H., Escartín-Pérez, RE, Neri-Nani GA, Velázquez-Osuna, S. (2016). Mild Cognitive Impairment in Patients with Early-Onset Parkinson’s Disease. Dement Geriatr Cogn Disord;42:17–30
9. Yáñez Téllez, MG, Prieto Corona, DMB. Capítulo 1. Trastorno por déficit de atención/hiperactividad. En: MG Yáñez Téllez, Neuropsicología de los Trastornos del Neurodesarrollo (pp. 1-26). Editorial El Manual Moderno, México DF (2016). ISBN 978 607 448 566
10. Yáñez Téllez, MG. Capítulo 2. Trastorno específico del aprendizaje: con dificultades en la lectura. En: MG Yáñez Téllez, Neuropsicología de los Trastornos del Neurodesarrollo (pp. 27-44). Editorial El Manual Moderno, México DF (2016). ISBN 978 607 448 566